# Timothy Stevens
Timothy Stevens (Sint-Truiden, 26 de març de 1989) és un ciclista belga, professional des del 2013.

## Palmarès
- 2010
  - 1r a la De Drie Zustersteden
  - 1r als Dos dies del Gaverstreek i vencedor d'una etapa
- 2011
  - 1r a la De Drie Zustersteden
- 2012
  - 1r al Dwars door het Hageland
  - Vencedor de 2 etapes a la Volta al Brabant flamenc
- 2016
  - Vencedor d'una etapa a la Volta al Brabant flamenc
- 2017
  - 1r a l'Arno Wallaard Memorial
- 2018
  - 1r a la Fletxa costanera